# Grote Markt (Ieper)

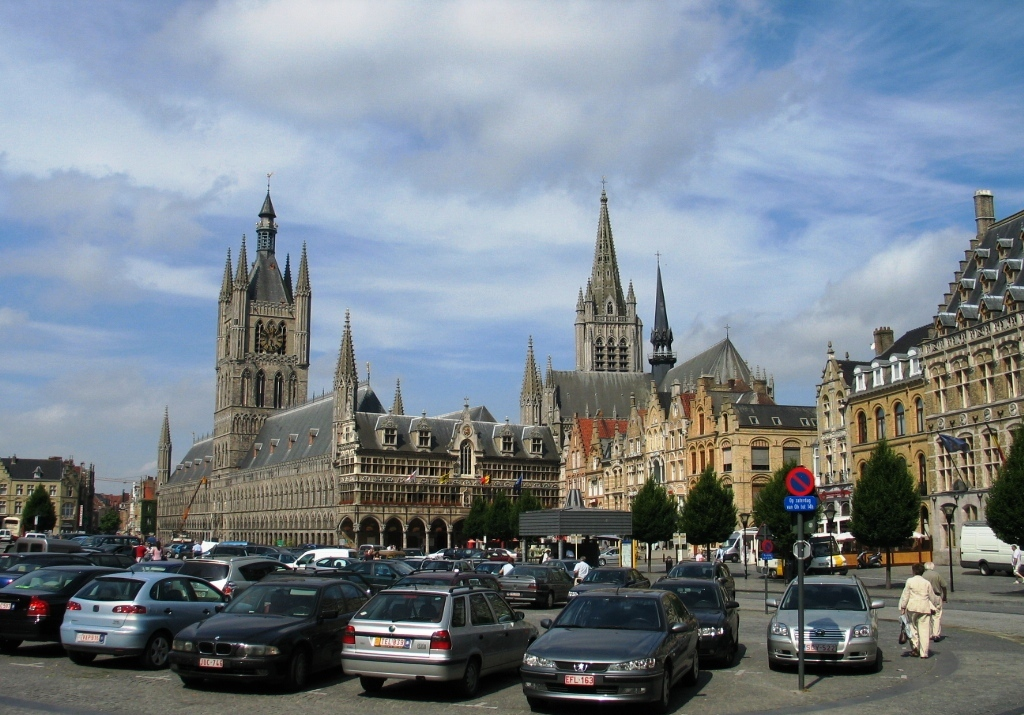
Grote Markt

De Grote Markt is het centrale marktplein van de West-Vlaamse stad Ieper in België.  Aan de Grote Markt liggen de Lakenhalle, het Belfort, het Nieuwerck en winkels en tavernes. Aan de kant waar de markt autovrij gemaakt is, staat ook een maquette van de Lakenhalle en het belfort, alsook een fontein.
De Grote Markt van Ieper is na die van Sint-Niklaas de grootste van Vlaanderen. Elke zaterdagvoormiddag is er ook marktdag, waardoor de hele markt (inclusief de parkeerplaatsen) ingepalmd wordt door marktkramen.

## Geschiedenis

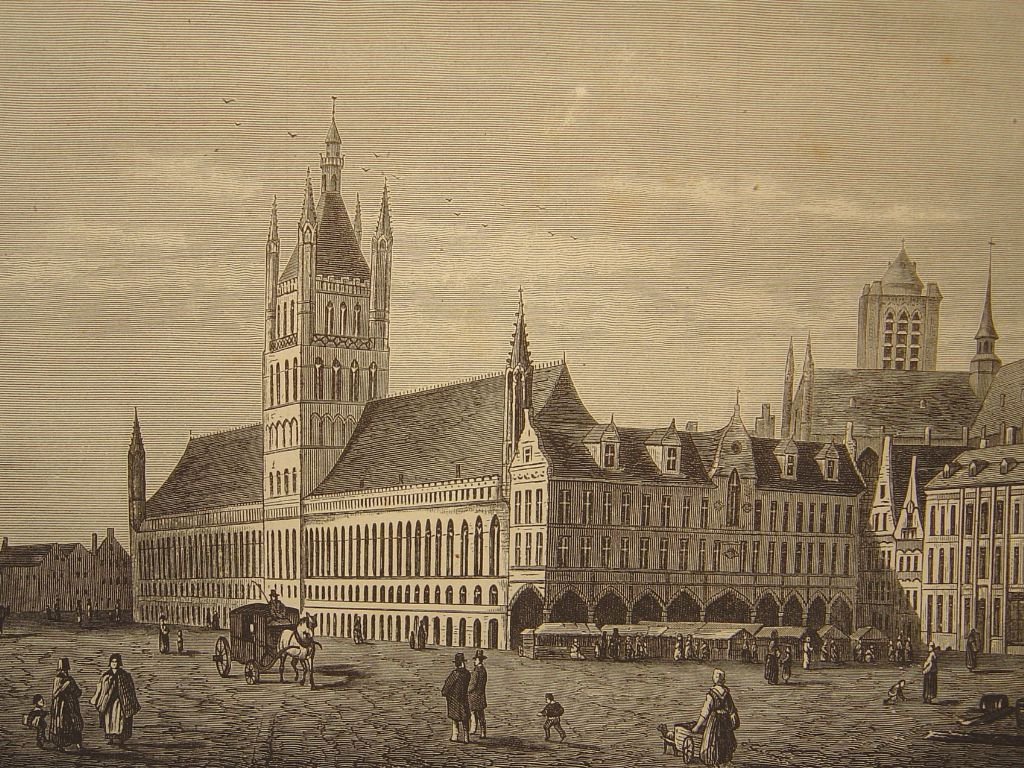
Grote Markt in l'Illustration Européenne, 1872

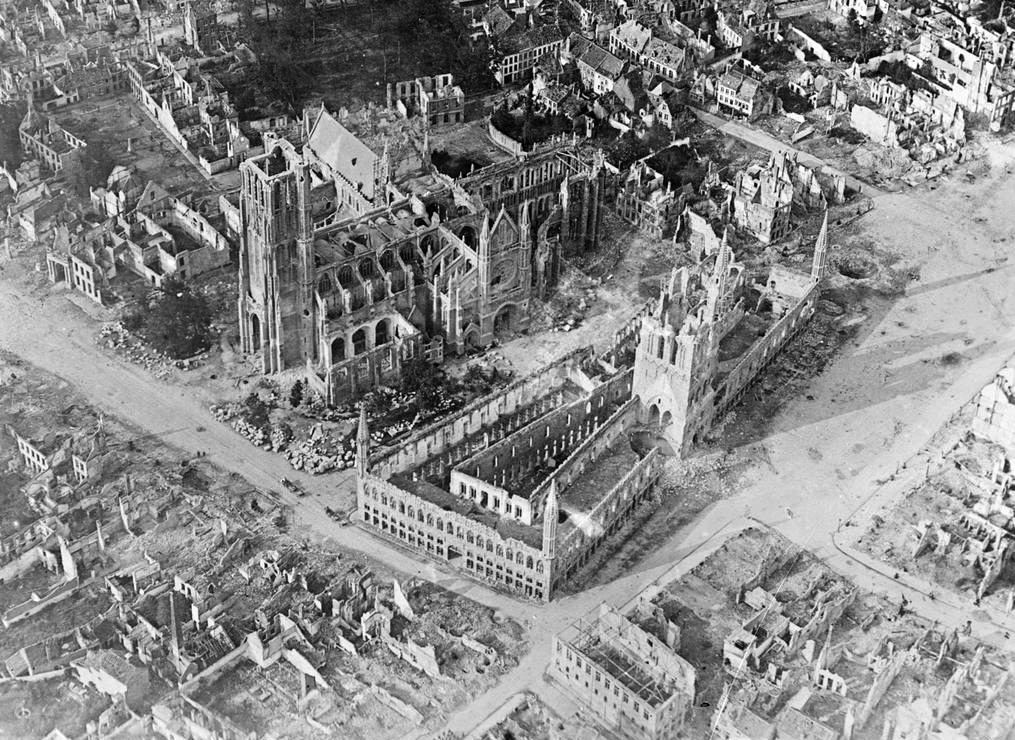
Ieper in de Eerste Wereldoorlog; rechts de Grote Markt

Het plein is het centrum van de stad. In 1187 werd aan de oostkant het Onze-Lieve-Vrouwgasthuis opgericht. In de 13de eeuw werd aan de noordwestzijde de Lakenhalle met Belfort opgetrokken. De schepenen van de kasselrij Ieper huurden vroeger aan de noordzijde een middeleeuws steen, dat zij in 1503 kochten. Van 1456 tot 1792 bevond zich op de markt ook een schandpaal. Onder Frans bewind werd in 1689 in het oosten een marmeren fontein opgericht, maar dit verdween in 1806. Tot de 18de eeuw hadden nog meerdere huizen een houten gevel. Op het eind van het ancien régime werd het oude kasselrijgebouw in de eerste helft van de 19de eeuw een tijd als rechtbank gebruikt.
In de Eerste Wereldoorlog werd Ieper verwoest en ook de meeste gebouwen rond de Grote Markt werden vernield. Na de oorlog werd vanaf de jaren 20 de stad wederopgebouwd en ook de Grote Markt werd hersteld in een historiserende wederopbouwarchitectuur. Op de plaats van het vroegere Onze-Lieve-Vrouwgasthuis aan de oostzijde van de markt werd het gerechtsgebouw opgetrokken.

## Gebouwen
- de Lakenhalle van Ieper met Belfort
- het Nieuwerck
- de herberg Klein Stadhuis
- het voormalig Kasselrijgebouw
- het gerechtsgebouw

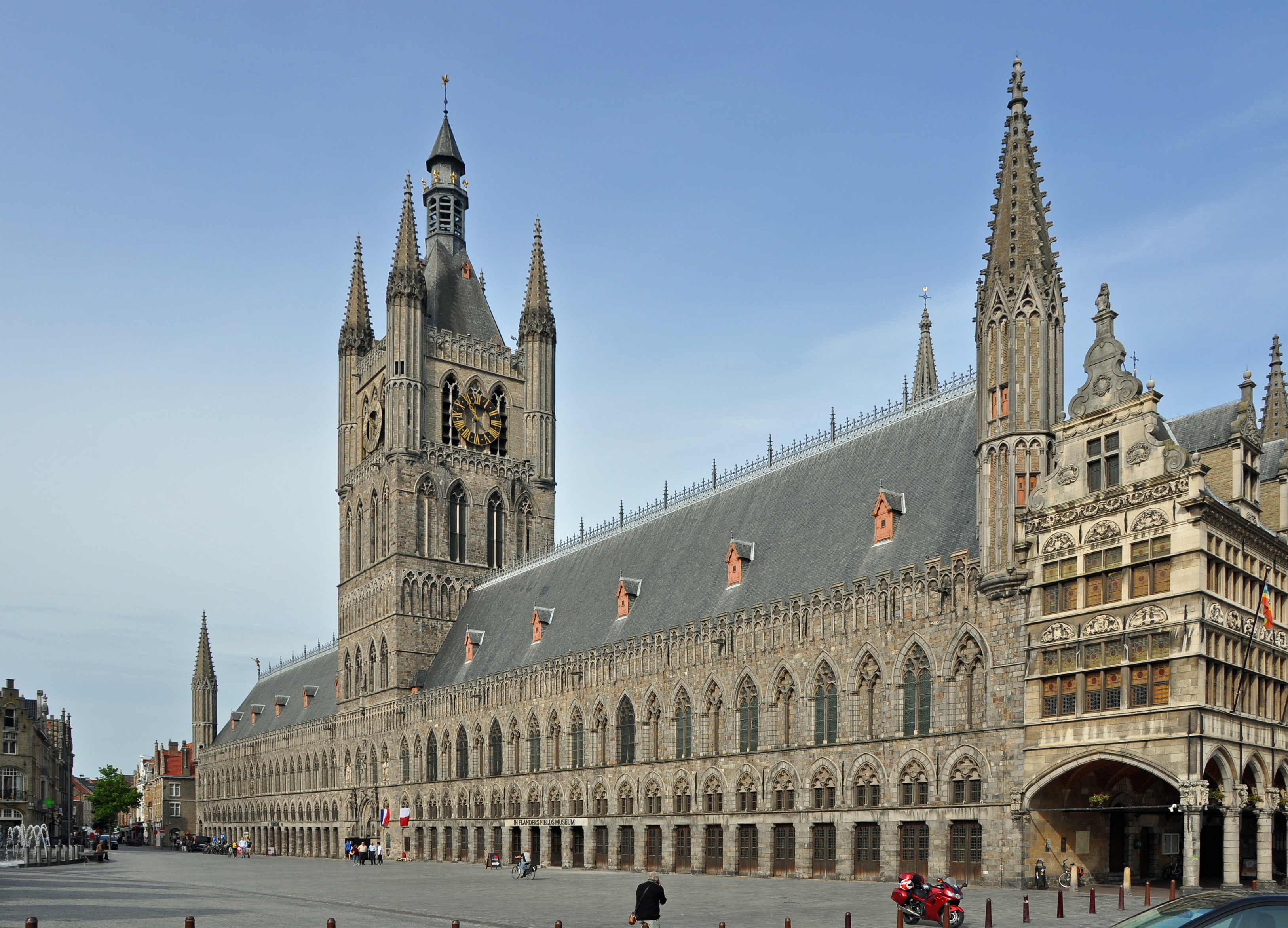
Lakenhalle, belfort en Nieuwerck
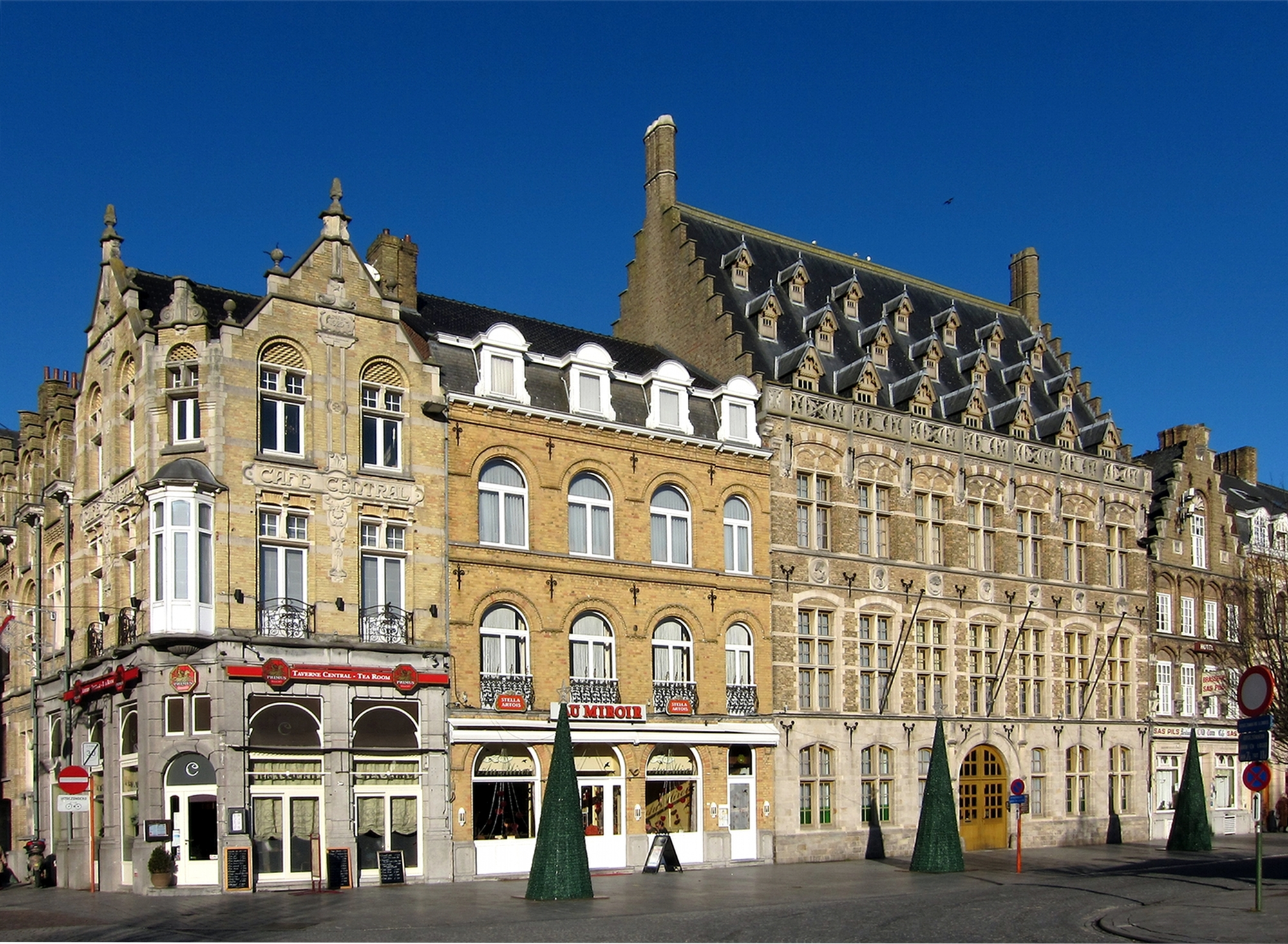
Noordkant met Kasselrijgebouw
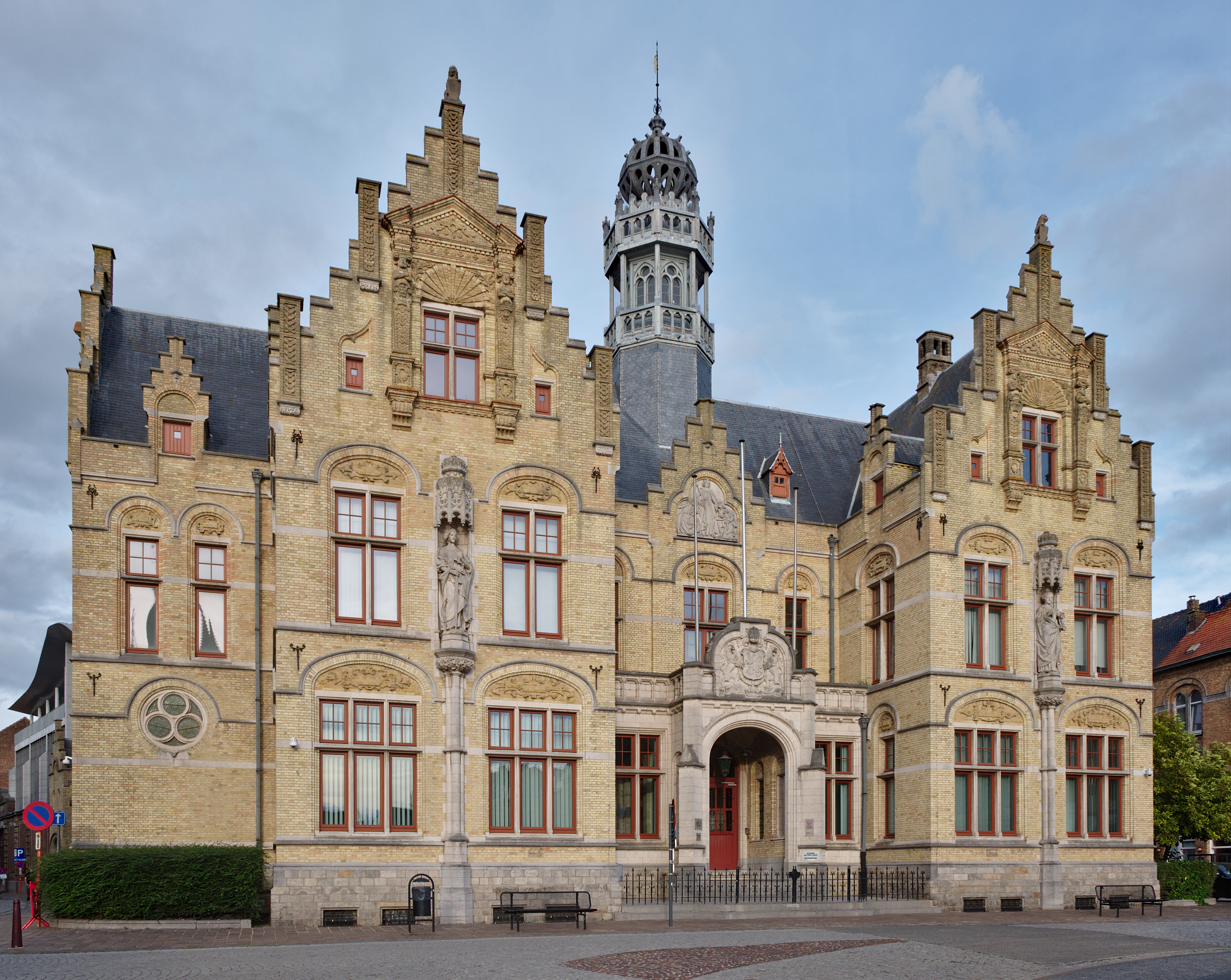
Gerechtshof